# Луций Аврелий Котта (консул 119 года до н. э.)
Лу́ций Авре́лий Ко́тта (лат. Lucius Aurelius Cotta) — консул Древнего Рима 119 года до н. э.
Не позднее 122 года до н. э. Луций занимал должность претора. В 119 году он стал консулом вместе с Луцием Цецилием Метеллом. В том же году Гай Марий занял должность народного трибуна и внёс закон об изменении порядка голосования трибутных комиций, принятие которого могло существенно снизить влияние оптиматов. Котта выступил противником этого закона и убедил сенат воспрепятствовать его принятию. Но Марий, прибывший на заседание сената, пригрозил консулу тюремным заключением, если тот не отступится. Котта же спросил мнения своего коллеги Метелла. После того, как тот его поддержал, Метелл по приказу Мария был отправлен в тюрьму, а сенат поменял своё решение.
Согласно Аппиану, Котта, возможно, принимал участие вместе с Метеллом в войне против иллирийцев. Но также вероятно, что Аппиан упомянул его имя просто для обозначения консулом того года, не предполагая ничего больше.